# Peter Ølsted
Peter Iver (Ivar) Johannes Ølsted (født 6. oktober 1824 i København, død 17. juli 1887 i København) var en dansk landskabsmaler.
Peter Ølsted var søn af brændevinsbrænder Rasmus Iversen Ølsted (død 1852) og Marie født Sørensdatter (død 1861). Efter sin konfirmation blev han elev på Kunstakademiet, hvor han nåede at rykke op i Modelskolen, og arbejdede under J.L. Lund. I 1849 debuterede han på Charlottenborg med Valdemars Taarn, der blev købt af prinsesse Caroline. Han fandt især sine motiver på Sjælland og på Koldingegnen, og hans billeder, der som motiver har rolige landskaber og lignende, har stor fokus på detaljen. Hans stil ret traditionel på linje med guldaldermalernes landskabsbilleder.
Han prissatte som regel sine værker ganske lavt, hvilket var en af forklaringerne på, at han solgte ganske godt i sin samtid. Kunstforeningen købte også flere gange billeder af ham.
Ølsted blev 27. april 1852 gift med Ida Henriette Schmidt (født 1828), datter af malermester Carl Gottlieb Schmidt (1797-1861) og Margrethe født Eiser (1793-1874). Han døde 17. juli 1887 efter i fem år ikke at have kunnet udstille på grund af sygdom.

## Ekstern henvisning
- Peter Ølsted på Kunstindeks Danmark/Weilbachs Kunstnerleksikon